# Blenina lichenosula
Blenina lichenosula är en fjärilsart som beskrevs av Embrik Strand 1917. Blenina lichenosula ingår i släktet Blenina och familjen trågspinnare. Inga underarter finns listade i Catalogue of Life.